# Страхиња Дамјановић
Страхиња Дамјановић (Смедерево, 1894 – Београд, 1979) је био један од 1300 каплара, борац свих ратова 1912—1918 и носилац Албанске споменице, ордена св. Саве и Обилићеве медаље за храброст. Такође је био почасни грађанин Париза.
На Солунском фронту борио се на Совичкој коси, Кајмакчалану и Старковом гробу.
Био је професор и директор гимназије у Јагодини (1934—1938). Сахрањен је са женом Олгом у гробници породице Николић, на старом јагодинском гробљу.

## Spoljašnje veze
- Svedočanstvo Damjanović Strahinje o učešću u Prvom svetskom ratu, zapisano u "Solunci govore" Antonija Đurića Архивирано на веб-сајту  (8. новембар 2017)